# بيتر وندغرين
بيتر وندغرين (بالسويدية: Peter Lundgren)‏ هو سياسي سويدي، ولد في 2 فبراير 1963 في السويد. حزبياً، نشط في ديمقراطيو السويد. وقد انتخب عضو في البرلمان الأوروبي عن دائرة السويد ‏ لترشحه ضمن قائمة ديمقراطيو السويد، وقد انضم خلال فترته النيابية (3 يوليو 2014 – ) للكتلة البرلمانية كتلة المحافظين والإصلاحيين الأوروبيين وفي انتخابات البرلمان الأوروبي 2014، انتخب عضو في البرلمان الأوروبي عن دائرة السويد ‏ لترشحه ضمن قائمة ديمقراطيو السويد، وقد انضم خلال فترته النيابية (1 يوليو 2014 – 2 يوليو 2018) للكتلة البرلمانية أوروبا الحرية والديمقراطية المباشرة.